# Timalabergen
Timalabergen är en kulle i Finland. Den ligger i Sjundeå och landskapet Nyland, i den södra delen av landet, 40 km väster om huvudstaden Helsingfors. Toppen på Timalabergen är 53 meter över havet.
Terrängen runt Timalabergen är platt. Havet är nära Timalabergen åt sydost.  Närmaste större samhälle är Kyrkslätt, 9,2 km öster om Timalabergen. 